# Carlos Saleiro
Carlos Miguel Mondim Saleiro (Lisbona, 25 febbraio 1986) è un ex calciatore portoghese, di ruolo attaccante.

## Carriera

### Servette
Fa il suo esordio ufficiale con la maglia del Servette il 18 settembre 2011, in occasione della partita dei trentaduesimi di finale di Coppa Svizzera contro il Düdingen (vittoria esterna per 4-1 dop i tempi supplementari (1-1)). Il 22 settembre 2011 gioca la sua prima partita nel massimo campionato svizzero con la maglia grenat, entrando nel secondo tempo contro il Lucerna (0-2)

## Palmarès
- Europeo Under-17: 1

2003

## Curiosità
- È stato il primo calciatore e la prima persona portoghese a nascere mediante la tecnica dell'inseminazione artificiale.[3]